# ルッジェーロ2世
ルッジェーロ2世（Ruggero II, 1095年12月22日 - 1154年2月26日）は、シチリア伯（在位：1105年 - 1130年）、後にシチリア国王（在位：1130年 - 1154年）。オートヴィル朝の祖。シチリア伯ルッジェーロ1世の息子で、兄シモーネを継いでシチリア伯となったが、1130年に初代シチリア王となった。

## 生涯
1127年に一族のプーリア公グリエルモ2世が没すると、ルッジェーロ2世はその相続を主張し、ナポリ、シチリアを支配した。1130年9月に対立教皇アナクレトゥス2世から、シチリア王位を授けられた。しかし、ローマ教皇インノケンティウス2世を支持するローマ皇帝ロタール3世がイングランド、フランス、ギリシアの支持を取り付け侵攻してきたため、その後10年間にわたりこれと戦うことになった。
1137年までは形勢不利で、プーリア等各地を失ったが、ロタール3世が帝国に戻った後に巻き返し、1139年までには大部分を奪還した。アナクレトゥス2世の死後、インノケンティウス2世と和解し、1144年にシチリア、ナポリ王位を認められた。シチリア王国はイタリア人、ギリシア人、アラブ人、ノルマン人、ユダヤ人等が民族的、宗教的寛容により融和した多民族国家であり、地中海の支配権を握って、ヨーロッパの強国の1つとなった。1147年の第2回十字軍の際にはギリシアの支配を狙ったが果たせず、1154年に死亡した。死後、王位は息子のグリエルモ1世が継いだ。
オートヴィル朝の諸王は進んで東方の文化を取り入れたが、初代シチリア王たるルッジェーロ2世も例外ではない。彼はアル・イドリーシーに命じて世界地図（タブラ・ロジェリアナ）を作らせるなどした。また、アル・イドリーシーはルッジェーロ2世の晩年期にこの地図の解説として「ルッジェーロの書」と呼ばれる地理学書を執筆したが、アラビア語で書かれていたため、もっぱらイスラム教圏で広まった。

## 子女
1117年、カスティーリャ王アルフォンソ6世の娘エルビラと結婚。
1. ルッジェーロ3世（1118年 - 1149年） - プーリア公、タンクレーディの父。
2. タンクレーディ（1119年 - 1138年） - バーリ、ターラント領主
3. アルフォンス（1120年/1121年 - 1144年） - カプア、ナポリ公
4. グリエルモ1世（1121年 - 1166年）
5. エンリーコ（1131年 - 1166年）
6. アデラシア（1135年）

1149年、ブルゴーニュ公ユーグ2世の娘シビラと再婚。
1. エンリーコ（1149年）
2. 子（1150年）

1151年、ルテル伯イティエの娘ベアトリーチェと再々婚。
1. コスタンツァ（1154年 - 1198年） - 神聖ローマ皇帝ハインリヒ6世と結婚。